# Bokföring
Bokföring innebär att föra anteckningar över affärstransaktioner och därmed redovisa sina ekonomiska händelser. Bokföringsnämnden har bestämt att alla näringsidkare måste bokföra och att detta skall utföras på samma standardiserade sätt. Så långt som det är möjligt ska bokföringen ske i datumordning. Enligt den svenska bokföringslagen måste varje affärshändelse kunna presenteras både i datumordning och i systematisk ordning, vilket innebär att den måste delas upp på två eller flera konton.

## Beskrivning
Utifrån bokföringen kan man generera rapporter såsom en verifikationslista, en resultatrapport, en balansrapport och en huvudbok. Sammanställandet av räkenskaperna i exempelvis årsredovisningar kallas redovisning och när ett räkenskapsår är slut gör man bokslut, vilket innebär att avsluta bokföringen för den förflutna tidsperioden som vanligen motsvarar tolv månader.
De två metoder som används i bokföring är faktureringsmetoden och kontantmetoden, där kontantmetoden är en något förenklad metod som bara får användas av mindre företag och föreningar. Genom bokföringen får  Skatteverket uppgifter om den bokförande partens in- och utgående moms. Skillnaden mellan den ingående och utgående momsen skall betalas in till eller betalas ut från Skatteverket.
Olika typer av kontoplaner som passar olika näringsidkare är framtagna av BAS-gruppen. Det finns standardkontoplaner för aktiebolag, enskild firma, handelsbolag och så vidare. En ekonomisk händelse skall alltid, oavsett bokföringsmetod, bokföras på minst två konton ur kontoplanen för att se hur pengarna har kommit in i eller ut ur bolaget och vad de avser. 
| Kontonr | Transaktion                            | Debet (vänster) | Kredit (höger) |
| ------- | -------------------------------------- | --------------- | -------------- |
| 1       | Tillgångar (balanskonto)               | ↑ Ökar          | ↓ Minskar      |
| 2       | Eget kapital och skulder (balanskonto) | ↓ Minskar       | ↑ Ökar         |
| 3       | Intäkter (resultatkonto)               | ↓ Minskar       | ↑ Ökar         |
| 4–7     | Kostnader (resultatkonto)              | ↑ Ökar          | ↓ Minskar      |

Näringsidkare kan i viss mån välja att vara olika detaljerad i sin bokföring. Man kan till exempel nöja sig med att redovisa all försäljning under ett enda försäljningskonto eller använda flera olika sorters försäljningskonton tillsammans för att redovisa samma försäljning fast då på ett mer detaljerat sätt.  
Varje ekonomisk händelse måste kunna bevisas genom ett underlag, en så kallad verifikation. Alla verifikationer är numrerade och måste sparas i minst 7 år. 

## Historia
Behovet av bättre metoder inom bokföringen kan sägas vara en faktor som drivit på matematikens utveckling. Exempelvis började italienska handelsmän under sen medeltid och renässansen använda arabiska siffror, istället för romerska siffror, eftersom det underlättade bokföringen. 
Det var också under samma tid i Venedig som metoden dubbel bokföring utvecklades. Metoden publicerades av italienaren Luca Pacioli (1445–1517) år 1494 i boken Summa de arithmetica, geometrica, proportioni et proportionalita, som sammanfattade dåtidens matematiska kunskap. Sedan dess har metoden varit den grundläggande behandlingen av affärstransaktioner. Den dubbla italienska bokföringen infördes i Sverige på 1620-talet av Abraham Cabiljau.
Begreppet bokföring har samma betydelse nu som det hade förr: att föra bok över verksamheten, det vill säga att skriva ner varje handling eller affärstransaktion. I modernare tid har bokföringsprogram som körs på datorer underlättat arbetet avsevärt.

## Bokföringsplikt
Affärshändelserna ska bokföras så att de kan presenteras i registreringsordning (grundbokföring) och i systematisk ordning (huvudbokföring). Detta skall ske på ett sådant sätt att det är möjligt att kontrollera fullständigheten i bokföringsposterna och överblicka verksamhetens förlopp, ställning och resultat.
Inom den systematiska ordningen ska registreringsordningen framgå för varje sorteringsbegrepp, exempelvis varje enskilt konto. Använder företaget flera verifikationsnummerserier, ska registreringsordningen framgå inom varje enskild serie.
Det är presentationen i registreringsordning och i systematisk ordning som tillsammans ska göra det möjligt att överblicka verksamhetens förlopp. Med verksamhetens förlopp avses hur ställning och resultat vid ett visst tillfälle har framkommit, det vill säga när de olika affärshändelserna har inträffat och hur de har påverkat verksamhetens ställning och resultat under räkenskapsåret.

### Redovisning
I redovisningen av bokföringen finns det traditionellt krav på uppvisande av fysiska kvitton, antingen manuellt eller maskinellt producerade. I en modern digital värld, där kvittenser inte alltid hanteras på papper, har denna redovisningskultur utmanats. 2024 uppdaterades den svenska bokföringslagen, så att fakturor och kvitton inte längre behöver sparas i form av papper; det räcker med att spara dessa i inskannad eller tydligt avfotograferad form. Informationen måste fortfarande sparas i sju års tid.

## Bokföringssätt
Ett bokföringssystem kan vara helt datorbaserat, helt manuellt eller en kombination av dessa. I framför allt datorbaserad bokföring är presentationen ofta bara en fråga om på vilket sätt systemet sammanställer de bokförda uppgifterna. För att kunna presentera affärshändelsen i både registreringsordning och systematisk ordning krävs vanligtvis bara en bokföringsåtgärd.
Bokföringen kan också delas upp i två steg, varav det ena möjliggör presentation i registreringsordning och det andra presentation i systematisk ordning. I båda fallen ska systemet kunna ta fram presentationer som var och en omfattar företagets samtliga bokföringsposter.
Bestämmelserna i den svenska bokföringslagen utesluter inte att företaget använder sig av delsystem där affärshändelserna bokförs i registreringsordning, så länge delsystemen ingår i en samlad systematisk presentation. Den bokföring som de olika delsystemen genererar kallas då för journaler.

## Begrepp i bokföring

### Förkortningar
- Resultaträkning, RR
- Balansräkning,BR
- Kassaflöde, KF

### Bokföringsbegrepp
- Huvudbok
- Grundbok
- Upplupen kostnad
- Upplupen intäkt
- Förutbetald kostnad
- Förutbetald intäkt
- BAS-kontoplan

### Resultaträkning
Se även: resultaträkning

#### Kostnader
- Avskrivning
- Nedskrivning – avskrivning av engångskaraktär av en anläggningstillgång.
- Bokslutsdisposition

### Balansräkning
- Balansräkning

#### Tillgångar
- Tillgång – vad kapitalet är investerat i
- Anläggningstillgång
- Omsättningstillgång
- Materiell tillgång
- Immateriell tillgång
- Finansiell tillgång
- Kundfordringar

#### Skulder – Främmande kapital (extern finansiering)
- Skuld (företagsekonomi)
- Främmande kapital – skuld till tredje part
- Leverantörsskulder
- Avsättning
- Kortfristig skuld
- Långfristig skuld
- Reserv
- Obeskattad reserv

#### Skulder – Eget kapital (intern finansiering)
- Eget kapital - skuld till ägare
- Aktiekapital
- Överkursfond
- Balanserade vinster

### Kassaflöde
- Kassaflöde
- Resultatets kassaflöde
- Förändringar i rörelsekapital
- Investeringar
- Förändring i finansiella poster

### Affärshändelser
- Inkomst
- Intäkt (RR)
- Inbetalning (BR, KF)
- Utgift
- Kostnad (RR)
- Utbetalning (BR, KF)

### Bokslut
Intäkter och kostnader som har bokförts men inte tillhör perioden enligt bokföringsregler ”omförs” för att presentera periodens regelmässiga resultat. De ”återförs” när bokslutet för perioden (kvartal eller år) har producerats.
- Periodisering
- Föreutbetald intäkt – (intäkt −, skuld +)
- Förutbetald kostnad – (kostnad −, tillgång +)
- Upplupna intäkter – (intäkt +, tillgång +)
- Upplupna kostnader –(kostnad +, skuld +)

### Kapitalstruktur
- Kapital
- Eget kapital
- Rörelsekapital, omsättningstillgångar minus kortfristiga skulder
- anläggningskapital, anläggningstillgångar minus långfristiga skulder

## Källhänvisningar
1. ↑  ”Bokföringslagen 7 kap”. http://www.riksdagen.se/sv/Dokument-Lagar/Lagar/Svenskforfattningssamling/Bokforingslag-19991078_sfs-1999-1078/#K7. Läst 1999:1078.
2. 1 2 3 4 5 6  BFNAR 2013 Arkiverad 9 november 2014 hämtat från the Wayback Machine., Bokföringsnämnden
3. ↑  ”Nu slipper du spara papperskvitton”. verksamt.se. 27 juni 2024. https://verksamt.se/nyheter/snart-slipper-du-spara-papperskvitton. Läst 11 oktober 2024.
4. ↑  ”Vad innebär den ändrade regeln om överföring av räkenskapsinformation i bokföringslagen?”. BFN. 11 juni 2024. https://www.bfn.se/vad-innebar-den-andrade-regeln-om-overforing-av-rakenskapsinformation-i-bokforingslagen/. Läst 11 oktober 2024.

- McLeish, J. (1991) Matematikens kulturhistoria. Engelsk titel: Number.